# Grand Prix Francji 1985
Grand Prix Francji 1985 (oryg. Grand Prix de France) – siódma runda Mistrzostw Świata Formuły 1 w sezonie 1985, która odbyła się 7 lipca 1985, po raz dziewiąty na torze Circuit Paul Ricard.
71. Grand Prix Francji, 35. zaliczane do Mistrzostw Świata Formuły 1.

## Klasyfikacja
| Legenda oznaczeń w tabelach wyników Wyświetl szablon na nowej stronie | Legenda oznaczeń w tabelach wyników Wyświetl szablon na nowej stronie                                                                     |
| Oznaczenie                                                            | Wyjaśnienie |
| --------------------------------------------------------------------- | --- |
| Złoty                                                                 | Zwycięzca lub mistrzostwo |
| Srebrny                                                               | 2. miejsce lub wicemistrzostwo |
| Brązowy                                                               | 3. miejsce lub II wicemistrzostwo |
| Zielony                                                               | Ukończył, punktował (w klasyfikacji generalnej, gdy zdobył co najmniej jeden punkt na przestrzeni sezonu, poza trzema powyższymi opcjami) |
| Niebieski                                                             | Ukończył, nie punktował (w klasyfikacji generalnej, gdy nie zdobył co najmniej jednego punktu na przestrzeni sezonu)                      |
| Czerwony                                                              | Nie zakwalifikował się (NZ) |
| Czerwony                                                              | Nie prekwalifikował się (NPK) |
| Różowy                                                                | Nie ukończył (NU) |
| Różowy                                                                | Niesklasyfikowany (NS) (w klasyfikacji generalnej, gdy nie został sklasyfikowany w żadnym wyścigu sezonu)                                 |
| Czarny                                                                | Zdyskwalifikowany (DK) |
| Czarny                                                                | Wykluczony (WYK/EX) |
| Biały                                                                 | Nie wystartował (NW) |
| Biały                                                                 | Kontuzjowany (K/INJ) |
| Biały                                                                 | Wyścig odwołany (OD/C) |
| Bez koloru                                                            | Został wycofany (WYC/WD) |
| Bez koloru                                                            | Nie przybył (NP/DNA) |
| Bez koloru                                                            | Nie brał udziału w treningach (NT/DNP) |
| Bez koloru                                                            | Nie został zgłoszony (–) |
| Pogrubienie                                                           | Start z pole position |
| Kursywa                                                               | Najszybsze okrążenie wyścigu |
| †                                                                     | Nie ukończył, ale jego rezultat został zaliczony ze względu na przejechanie więcej niż 90% dystansu wyścigu.                              |
| *                                                                     | Sezon w trakcie |
| 1/2/3                                                                 | Punktowana pozycja w sprincie kwalifikacyjnym                                                                                             |
| Lista systemów punktacji Formuły 1                                    | |

Źródło: F1Ultra
| Poz. | Nr. | Kierowca           | Konstruktor            | Okrążenia | Czas/powód NU    | Poz. start. | Punkty |
| ---- | --- | ------------------ | ---------------------- | --------- | ---------------- | ----------- | ------ |
| 1    | 7   | Nelson Piquet      | Brabham-BMW            | 53        | 1:31:46.266      | 5           | 9      |
| 2    | 6   | Keke Rosberg       | Williams-Honda         | 53        | + 6.660          | 1           | 6      |
| 3    | 2   | Alain Prost        | McLaren-TAG            | 53        | + 9.285          | 4           | 4      |
| 4    | 28  | Stefan Johansson   | Ferrari                | 53        | + 53.491         | 16          | 3      |
| 5    | 11  | Elio de Angelis    | Lotus-Renault          | 53        | + 53.690         | 7           | 2      |
| 6    | 15  | Patrick Tambay     | Renault                | 53        | + 1:15.167       | 10          | 1      |
| 7    | 16  | Derek Warwick      | Renault                | 53        | + 1:44.212       | 11          |        |
| 8    | 8   | Marc Surer         | Brabham-BMW            | 52        | + 1 okrążenie    | 14          |        |
| 9    | 18  | Thierry Boutsen    | Arrows-BMW             | 52        | + 1 okrążenie    | 12          |        |
| 10   | 23  | Eddie Cheever      | Alfa Romeo             | 52        | + 1 okrążenie    | 18          |        |
| 11   | 22  | Riccardo Patrese   | Alfa Romeo             | 52        | + 1 okrążenie    | 17          |        |
| 12   | 9   | Manfred Winkelhock | RAM-Hart               | 50        | + 3 Okrążeń      | 20          |        |
| 13   | 4   | Stefan Bellof      | Tyrrell-Ford           | 50        | + 3 Okrążeń      | 26          |        |
| 14   | 19  | Teo Fabi           | Toleman-Hart           | 49        | Probl. z paliwem | 19          |        |
| 15   | 24  | Piercarlo Ghinzani | Osella-Alfa Romeo      | 49        | + 4 Okrążeń      | 24          |        |
| NU   | 4   | Martin Brundle     | Tyrrell-Ford           | 32        | Skrz. biegów     | 21          |        |
| NU   | 1   | Niki Lauda         | McLaren-TAG            | 30        | Skrz. biegów     | 6           |        |
| NU   | 12  | Ayrton Senna       | Lotus-Renault          | 26        | Silnik           | 2           |        |
| NU   | 17  | Gerhard Berger     | Arrows-BMW             | 20        | Wypadek          | 9           |        |
| NU   | 29  | Pierluigi Martini  | Minardi-Motori Moderni | 19        | Wypadek          | 25          |        |
| NU   | 10  | Philippe Alliot    | RAM-Hart               | 8         | Probl. z paliwem | 23          |        |
| NU   | 30  | Jonathan Palmer    | Zakspeed               | 6         | Silnik           | 22          |        |
| NU   | 27  | Michele Alboreto   | Ferrari                | 5         | Turbo            | 3           |        |
| NU   | 25  | Andrea de Cesaris  | Ligier-Renault         | 4         | Ukł. kierowniczy | 13          |        |
| NU   | 26  | Jacques Laffite    | Ligier-Renault         | 2         | Turbo            | 15          |        |
| NW   | 5   | Nigel Mansell      | Williams-Honda         | 0         | Prz. zdrowotne   | 8           |        |